# جو سيمبسون (لاعب كرة قاعدة)
جو سيمبسون (بالإنجليزية: Joe Simpson)‏ هو لاعب كرة قاعدة أمريكي، ولد في 31 ديسمبر 1951 في بورسيل في الولايات المتحدة.

## وصلات خارجية
- جو سيمبسون على موقعبيزبول رفرنس.كوم (الدوري الرئيسي) (الإنجليزية)
- جو سيمبسون على موقعبيزبول رفرنس.كوم (الدوري الثانوي) (الإنجليزية)
- جو سيمبسون على موقع مشجعي الرسوم البيانية (الإنجليزية)